# Église de l'Immaculée-Conception de Fairbanks
Pour les articles homonymes, voir Église de l'Immaculée-Conception.
L'église de l'Immaculée-Conception de Fairbanks est une église historique située à Fairbanks, dans l'État d'Alaska, aux États-Unis. Elle est construite au 115 N. Cushman Street.

## Histoire
Les fonds pour élever l'édifice (environ 3 000 dollars) ont été récoltés par le père Francis Monroe,. L'église a été construite en 1904, et était à l'origine située dans la Dunkel Street, mais, fut déplacée en 1916 de l'autre côté de la rivière Chena à sa position actuelle, afin qu'elle soit plus proche du St. Joseph's Hospital, qui a fermé en 1960. Cette église a servi de siège du diocèse de Fairbanks jusqu'en 1966 ; ce rôle est désormais assuré par la cathédrale du Sacré-Cœur de Fairbanks.
L'église de l'Immaculée-Conception a été ajouté dans le Registre national des lieux historiques le 3 avril 1976.

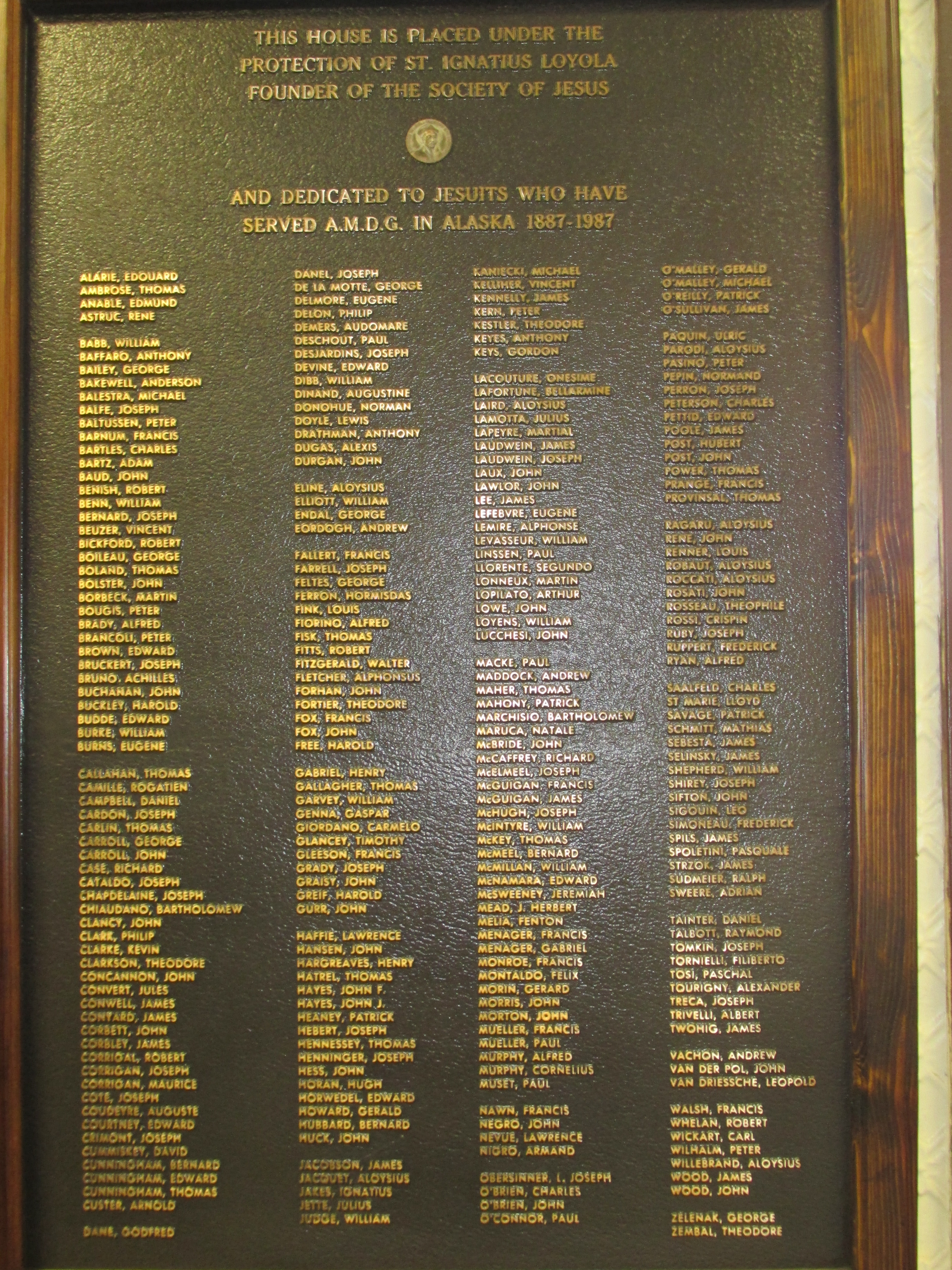
Plaque honorant les prêtres jésuites d'Alaska